# Herzlake
Herzlake település Németországban, azon belül Alsó-Szászország tartományban. Lakosainak száma 4944 fő (2023. december 31.). Herzlake Löningen, Menslage, Berge, Dohren, Haselünne és Lähden községekkel határos.

## Népesség
A település népességének változása:
| Lakosok száma | 4357 | 4415 | 4485 | 4755 | 4886 | 4944 |
|               | 2016 | 2017 | 2019 | 2021 | 2022 | 2023 |